# إسماعيل قاسم ناجي
اللواء إسماعيل قاسم ناجي (بالصومالية: Ismaaciil Qaasim Naaji) القائد العام للقوات المسلحة الصومالية في الحكومة الاتحادية الانتقالية (TFG) في الفترة ما بين 15 أبريل 2005 و10 فبراير 2007، والقائد الأعلى للقوات المسلحة في الحكومة الوطنية الانتقالية في الفترة ما بين 2002 و2004 وكان ضابط في الجيش الصومالي قبل انهيار النظام عام 1991، شغل بعد ذلك منصب سفير الصومال في عمان

## الخدمة العسكرية

### الحكومة الوطنية الانتقالية
قاد اللواء إسماعيل ناجي القوات المسلحة بعد تشكيل الحكومة الوطنية الانتقالية عام 2004. وشهدت الحكومة الانتقالية في ذلك الوقت معارضة شديدة من قبل مجلس المصالحة والإصلاح الصومالي بقيادة حسين محمد فارح عيديد (نجل أمير الحرب الراحل محمد فارح عيديد ) وعسكريون آخرون، واتفق الطرفان لاحقا.

### الحكومة الاتحادية الانتقالية
في 15 أبريل 2005 وبعد تشكيل الحكومة الاتحادية الانتقالية عُين إسماعيل ناجي قائدا للقوات المسلحة.
في أكتوبر 2005 نقل تقرير صادر عن مجموعة المراقبة التابعة للأمم المتحدة عن الجنرال ناجي قبوله شحنة كبيرة من البضائع من اليمن في انتهاك لعقوبات الأمم المتحدة على واردات الأسلحة، وشملت الأسلحة المستوردة 5000 قطعة سلاح وقنابل يدوية وألغام مضادة للأفراد.
في 17 يناير 2007 صرح اللواء ناجي أن القوات المسلحة عثرت على ما يُعتقد أنه حقيبة الشيخ شريف شيخ أحمد مليئة بالوثائق من مخبأ في الغابة في جنوب غرب الصومال  وظهرت تقارير متضاربة عن اعتقال زعيم اتحاد المحاكم الإسلامية بالقرب من مخيم داداب للاجئين في منطقة غاريسا بكينيا .
في 10 فبراير 2007 خلفه في منصب قائد القوات المسلحة عبد الله علي عمر .

## سفير لدى عمان
في يوم إقالته من منصب قائد القوات المسلحة (10 فبراير 2007) ، عينه رئيس الوزراء علي محمد جيدي سفيرا لدى عمان .